# 莽蘇爾
莽蘇爾（Mansur，？—1765年），一譯滿蘇爾，博爾濟吉特氏，中國吐魯番（今新疆吐魯番地區）人，成吉思汗後裔，察合台第二十三世孫，葉爾羌末代可汗速檀阿哈瑪特之子。清軍征服準噶爾汗国後，莽蘇爾入居京師，編入八旗蒙古。

## 生平
莽蘇爾的五世祖為第二代葉爾羌可汗拉失德。曾祖父巴巴汗，為叶尔羌汗國東部哈密、吐魯番一帶的統治者。祖父阿克巴錫是最後一位能統治葉爾羌（今新疆莎車縣）、喀什噶爾（今喀什市）的葉爾羌可汗。父親速檀阿哈瑪特（素勒坦阿哈木特）受制於布魯特和喀什噶爾的伯克，在登上汗位後即被準噶爾人驅逐，葉爾羌汗國滅亡。莽素爾與其從弟哈什木居住在吐魯番，已失去了當地的統治權。此時吐魯番有達爾漢伯克莽噶里克、額敏和卓家族、阿濟斯和卓等勢力分別統治。
康熙五十九年（1720年），清军進駐吐魯番，莽蘇爾“迎獻駝馬”。但清军主力撤回後，莽蘇爾因降清被策妄阿拉布坦囚禁於喀喇沙爾（今焉耆縣）。乾隆二十年（1755年）春，朝廷發兩路大軍征討達瓦齊，平定準噶爾。莽蘇爾、哈什木得知後，再次逃出並向清軍投誠。定北將軍班第認為莽蘇爾“為人平常”（平庸之輩），奏請定奪是否應將莽蘇爾送回吐魯番、管理舊部。班第認為，莽蘇爾為察合台後王，應送回吐魯番管理回衆；而額敏和卓所屬部眾，應遣回原籍魯克察克（今鄯善縣魯克沁鎮）。未幾，阿睦爾撒納及大小和卓相繼反叛。莽蘇爾不得回歸吐魯番，與哈什木一同逃往葉爾羌。乾隆二十四年（1759年），清軍平定大小和卓之亂，獲莽蘇爾、哈什木。次年（1760年），莽蘇爾、哈什木赴京師朝覲，乾隆皇帝加恩授其為一等台吉。此後，莽蘇爾及其子孫長居京師，隸屬於正白旗蒙古。

## 家族世系
- 始祖：成吉思汗
- 六世祖：速檀 賽德，葉爾羌汗國創建者
- 五世祖：拉失德，第二代葉爾羌汗
- 曾祖父：巴巴汗
- 祖父：阿克巴錫汗，葉爾羌汗
- 父：速檀阿哈瑪特（素勒坦阿哈木特），末代葉爾羌汗
- 叔父：伊斯懇德爾
- 從弟：哈什木，封一等台吉
- 子：
  - 長子：阿布都拉，葉爾羌汗最後的嫡裔，無嗣。[1]
  - 次子：哈錫木，襲一等台吉
- 孫：阿布爾，哈錫木之子，襲二等台吉。此後其世系不見於史籍。